# Desnudo masculino

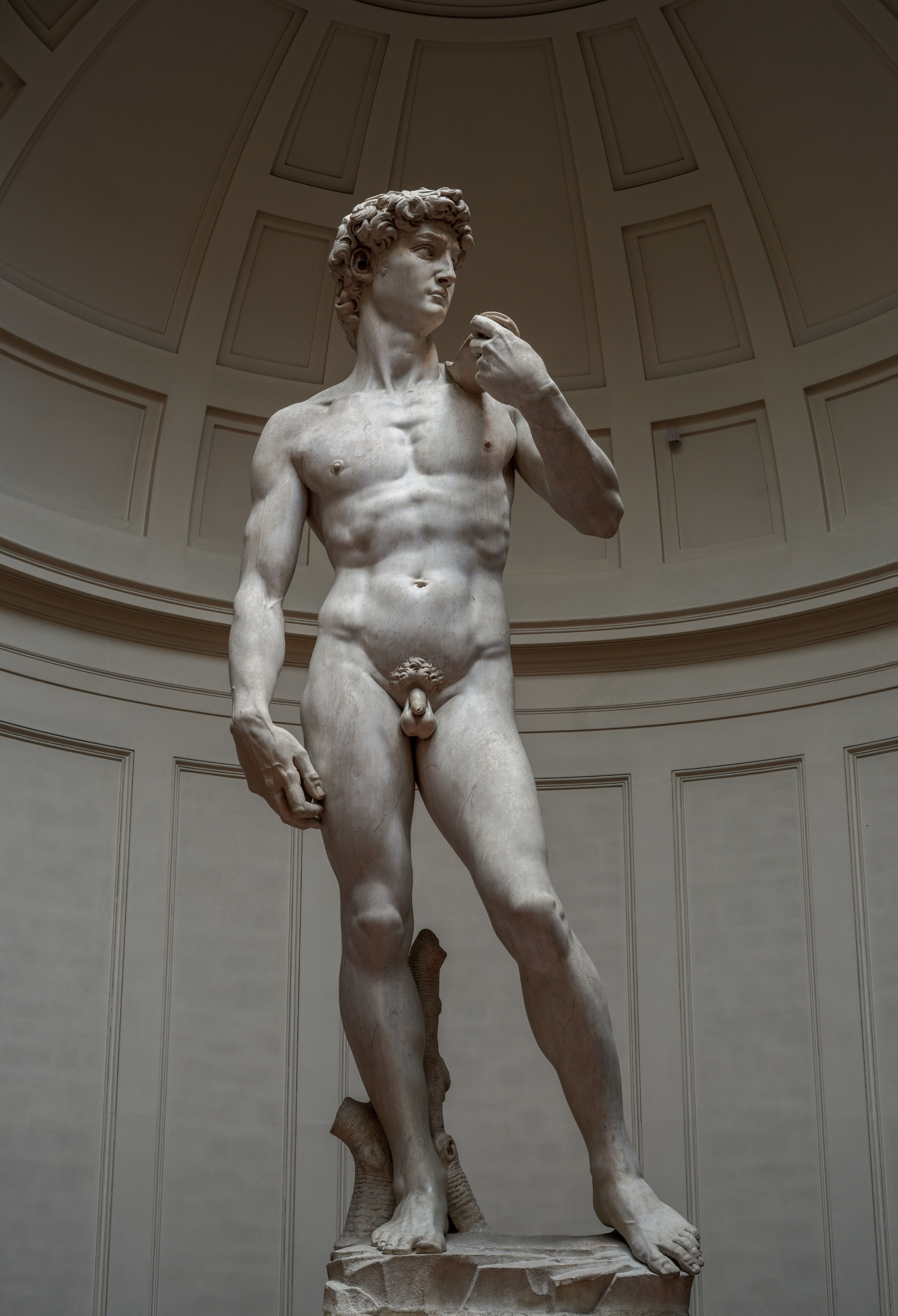
David de Miguel Ángel.

El desnudo masculino es una expresión artística que retrata la desnudez en el varón. Fue muy utilizado en la Antigüedad clásica sobre todo en escultura. Se trataba de reflejar el culto al cuerpo, tan frecuente por ejemplo en los Juegos Olímpicos, en los que los participantes estaban completamente desnudos y descalzos, excepto en la zona de los testículos que protegían con un arrope para no sufrir daños ni molestias. El culto al cuerpo era la continuación del culto a los dioses, quienes también frecuentemente eran representados desnudos.
Tras el período medieval, vuelve con el Renacimiento el culto al cuerpo humano y tenemos un buen ejemplo en las esculturas de Miguel Ángel. Es sumamente interesante el paradigma que refleja la estatua, de fijar la ideología dominante en la época con la no circuncisión de David.
En la pintura se representaba el cuerpo masculino con ocasión del tema de las divinidades clásicas. Aparte de esto no se pintaban cuerpos masculinos desnudos en general.
Con la aparición de la Fotografía en 1826, cuando esta optó por el realismo ya empezaron a aparecer desnudos, sobre todo de jóvenes adolescentes hacia finales del siglo XIX. Hacia los años setenta del siglo pasado ya era algo común en muchos fotógrafos que intentaban mostrar unos cuerpos segregados por la excesiva aparición de desnudos femeninos. La modernización de la fotografía y el revelado de la fotografía en color realizado en casa hicieron proliferar este tipo de imágenes evitándose la posible vergüenza de llevar las fotos a un laboratorio.
La fotografía de desnudo masculino tiende a presentar al hombre en poses atléticas, pasos de ballet o solo trozos del cuerpo, como manos, pies o espaldas iluminadas con luz muy contrastada. También son famosas las fotos de hombres musculosos con bebés en los brazos para contrastar la fuerza viril y la desnudez e inocencia del niño. También se tiende entre muchos artistas a la estilización del desnudo, manchando con color o con luz ciertas zonas para resaltar solo algún aspecto del modelo.

## Desnudo masculino en escultura griega
Las obras escultóricas de desnudos masculinos griegos muestran a hombres estáticos de pie. Estas obras reciben el nombre de kouroi o kurós, que significa, simplemente, «jóvenes». Se han mantenido hasta hoy más de cien esculturas, las cuales miden desde 1,5 metros hasta los 3,35 metros, como es el caso del Kurós del cabo Sunio, en el Museo Arqueológico Nacional, en Atenas. Por otra parte, se encuentran las esculturas de desnudos masculinos reproduciendo a deidades. Con este fin, los desnudos representaban el canon físico establecido por los griegos, con músculos definidos y unos atributos sexuales pequeños. Este es otro factor importante, pues el pene en las esculturas masculinas debía ser de tamaño reducido debido al ideal de masculinidad del momento.
El hecho de reproducirlos totalmente desnudos hace que pueda verse la relación de iguales con los héroes y atletas a quienes presentaban también desnudos. Entre estas, se encuentran obras como "Hércules Farnesio" (siglo IV a. C.) del escultor Lisipo, en el Museo Arqueológico de Nápoles. En esta obra, la musculatura del dios oculta la parte de mayor importancia: las manzanas de Hespérides de su mano derecha. Otra obra clave en este caso es el Torso del Belvedere, de quien se desconoce el modelo, pero podría tratarse de Hércules o Ajax, ambos héroes griegos. Es el desnudo masculino por excelencia,ya que muestra la musculatura del cuerpo del varón sin distracciones, como podrían considerarse las extremidades.

## Masculinidad en el desnudo masculino
La representación del cuerpo desnudo del hombre se asocia a una masculinidad impuesta por la sociedad del momento. En las escenas mitológicas, tanto de pintura como escultura, en las que se incluyen desnudos, los hombres que se exhiben poseen cuerpos idealizados, con mucha robustez y definición de la musculatura, siendo estos símbolos de fuerza y poder. Ejemplo de ello, se encuentran San Juan en el desierto de Antonio Carracci; la Apoteosis de Hércules (1636-1638) de Jean Baptiste Borkens; el David (1501-1504) de Miguel Ángel e incluso Laocoonte y sus hijos de Polidoro de Rodas, Agesandro de Rodas y Atenodoro de Rodas.

## Desnudo masculino y la Iglesia
La representación de desnudos, tanto masculinos como femeninos, en el arte ha evolucionado a lo largo de la Historia. Al tomar más en cuenta la espiritualidad y el alma de las personas; la caracterización de la desnudez es puesta en segundo plano. Se debe a que la Iglesia católica cree en el cuerpo del humano como una barrera carnal, de la que se desprende cada persona cuando fallece. Sin embargo, hay que considerar las representaciones durante todo el proceso de Historia del arte de personajes relevantes en el catolicismo, como llega a ser Cristo. Se permite plasmar su cuerpo por el simple motivo de haber sido víctima de sufrimiento. Con ello, al observar su dolor, el cristiano se reafirma en su creencia, al ver un cuerpo escultural envuelto en una situación de padecimiento.
Otra figura importante en el catolicismo es San Sebastián, un santo condenado a morir por una lluvia de flechas debido a su fe cristiana. No obstante, fue rescatado por una dama romana llamada Irene, por lo que su importancia radica en haber esquivado a la muerte.
La representación de este católico ajusticiado por cumplir su fe, a partir del siglo XIV con el periodo artístico del Cuatrocento y la proliferación de obras artísticas como Botticelli o Masaccio, empieza a tomarse como punto clave en la historia del desnudo masculino en equilibrio con el catolicismo.
Autores como Alejandro Ferrant en su obra El Entierro de San Sebastián (1877) representan el cuerpo del mártir con una musculatura perfecta en distintas situaciones posibles: con el cuerpo retorcido como en San Sebastián (1525) de Giovanni Antonio Bazzi e incluso bajo la lluvia de flechas a la que le destinaron como en San Sebastián (1617-1619) de Guido Reni. Sus desnudos han despertado atención en artistas de todas las épocas, por la definición del cuerpo humano y la imagen religiosa que se unen en el personaje de San Sebastián.